# Muehlenbeckia astonii
Muehlenbeckia astonii är en slideväxtart som beskrevs av Donald Petrie. Muehlenbeckia astonii ingår i släktet sliderankor, och familjen slideväxter. Inga underarter finns listade i Catalogue of Life.